# Dino Zoff
Dino Zoff (Mariano del Friuli, 28. veljače 1942.), talijanski nogometaš i nogometni trener.

## Igračka karijera
Dinu Zoffa, pravu vratarsku legendu, kao 14-godišnjaka odbili su Juventus FC i Inter Milano jer je bio prenizak. Na kraju je potpisao za Udinese. Na svom prvom nastupu primio je pet pogodaka. Godine 1972. kupio ga je Juventus, s kojim je osvojio šest naslova prve talijanske lige, dva Coppa Italia, i Kup UEFA. Nije osvojio samo Kup prvaka, iako je osvojio druga mjesta 1973. i 1983. Zoffov prvi poziv za reprezentaciju došao je tijekom Europskog prvenstva 1968. Debitirao je u četvrtfinalu i Italija je osvojila turnir. Uzoran sportaš dobre koncentracije, Zoff je uspio razbiti mnoge vratarske rekorde i u svojoj 40. godini 1982. bio je kapetan momčadi Italije na njihovom prvom uspjehu na Svjetskom prvenstvu u novije doba. Bio je najstariji igrač koji je osvojio Svjetsko prvenstvo i ubrzo nakon toga prestao je igrati te nastavio trenirati olimpijsku momčad Italije te Juventus i S.S. Lazio. Vodio je Italiju do finala Europskog prvenstva 2000., kada su tijesno izgubili od Francuske.